# Biblioteca Popular da Tijuca
A Biblioteca Popular da Tijuca — Marques Rebelo, também conhecida apenas como Biblioteca Popular da Tijuca, é uma biblioteca pública mantida pela Prefeitura do Rio de Janeiro, sendo parte da rede de bibliotecas populares do Rio, a qual conta atualmente com 29 unidades espalhadas pela cidade. Situada na rua Guapeni, na Tijuca, próximo à rua Conde de Bonfim (há uma placa indicativa da biblioteca nessa via de grande movimentação) e à Praça Saenz Peña, a biblioteca tem atualmente um acervo de 16 mil itens entre livros, revistas, jornais e outros. Possui também uma audioteca e oferece acesso gratuito à Internet. 
Atende a cerca de cem usuários por dia, sendo tanto residentes do bairro como pessoas de outros bairros que trabalham na região.
Costumam ser realizadas no local exposições comemorativas, como as da Independência, da Constituição e outras. Mantém um pólo de jornal em biblioteca, cursos livres e também encontros da terceira idade.

## História
Foi inaugurada em 29 de setembro de 1960. Encontra-se no atual endereço desde o dia 12 de março de 1979.

## Sobre o autor homenageado
As bibliotecas públicas do Rio de Janeiro costumam ganhar nomes de autores, cariocas, fluminenses ou não, de relevância para a literatura brasileira. Marques Rebelo, pseudônimo de Eddy Dias da Cruz, foi um escritor nascido no bairro de Vila Isabel, na Zona Norte da cidade. Entre suas obras mais conhecidas estão A Estrela Sobre e Marafa. Escreveu também obras infantojuvenis populares como Aventuras de Barrigudinho.